# SunStroke Project
SunStroke Project je moldavská hudební skupina, která se skládá ze zpěváka a skladatele Sergeje Jalovitského, saxofonisty Sergeje Stepanova a původně také skladatele a houslisty Antona Ragozy, který skupinu opustil v roce 2019.
Reprezentovali Moldavsko na Eurovision Song Contest 2010 a Eurovision Song Contest 2017. Název skupiny zvolil Anton Ragoza během práce v armádě se Sergejem Stepanovem, když při cvičení dostal úžeh. Kapela ze začátku hrála především v Oděse a Tiraspolu.

## Kariéra
Od konce roku 2008 do léta 2009 byl členem skupiny zpěvák Paša Parfeny. Během této éry skupina vydala tři singly. Pokusili se také probojovat na Eurovizi, v národním kole ale se skladbou „No Crime“ skončili až na 3. místě, zvítězila Nelly Ciobanu.
V roce 2010 se skupina chtěla opět zkusit probojovat na Eurovizi, a to s písní „Believe“. Nakonec ale zvolili píseň „Run Away“, ke které se připojila zpěvačka Olia Tira (která se původně také přihlásila samostatně). Společně získali maximum bodů od poroty i diváků a reprezentovali Moldavsko, kde získali 22. místo.
Skupina se se zpěvačkou pokusila na Eurovizi dostat znovu v roce 2012 s písní „Superman“, nedostali se ale ani do závěrečné fáze národního finále. Skupina se znovu přihlásila v roce 2015, tentokrát s dvěma singly. Oba postoupily do finále, skupina proto vybrala „Day After Day“ a skončila na třetím místě.
O další pokus se pokusila v roce 2017. Skladba „Hey, Mamma!“ těsně vyhrála národní finále a na Eurovizi se umístila na celkovém třetím místě, což je nejlepší výsledek Moldavska v soutěži. Po návratu získali členové skupiny od prezidenta Řád cti.
O Eurovizi se skupina opět pokoušela v roce 2023 se skladbou „Yummy Mommy“. V národním finále skončili na druhém místě za svým bývalým členem Pašou Parfenym.

## Členové
- Anton Ragoza je houslista a hlavní hudební skladatel kapely. Dříve řídil orchestr v Kišiněvu a vyhrál řadu prestižních cen na poli klasické hudby. Má bohaté zkušenosti s vystupováním v kapelách, které hrají moderní elektronické žánry. Ztotožňuje se s Justinem Timberlakem a Michaelem Jacksonem a jsou pro něj hudební inspiraci.
- Sergej Stepanov je saxofonista. V rozhovoru na Eurovision Song Contest 2010 řekl, že se inspiruje ruským saxofonistou Igorem Butmanem.
- Sergej Jalovitskij byl do roku 2019 zpěvákem skupiny. Dříve pracoval jako zpěvák na výletní lodi. Vyhrál různé pěvecké ceny v Moldavsku i Rumunsku.

## Singly

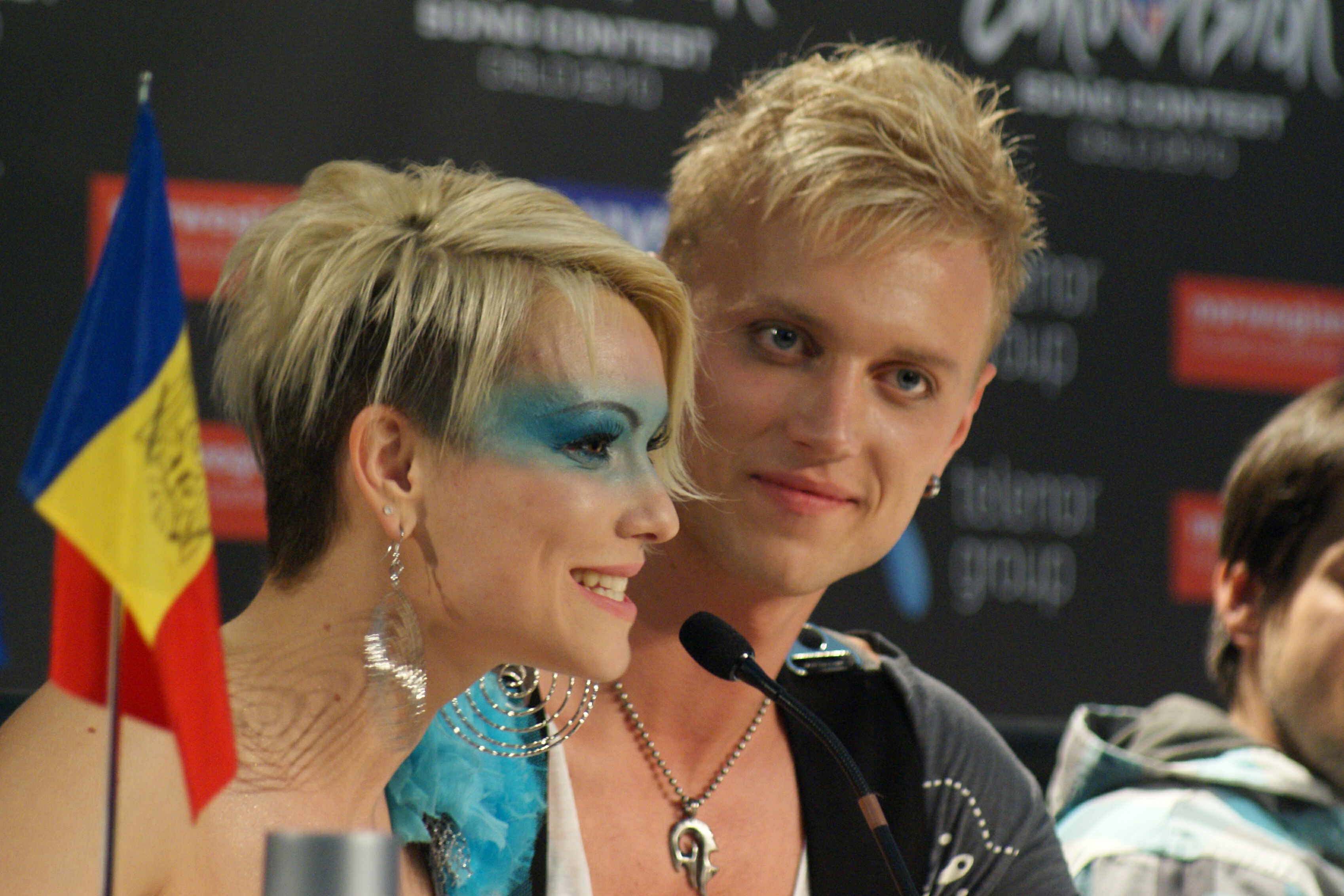
Olia Tira a Sergej Jalovitskij na tiskové konferenci

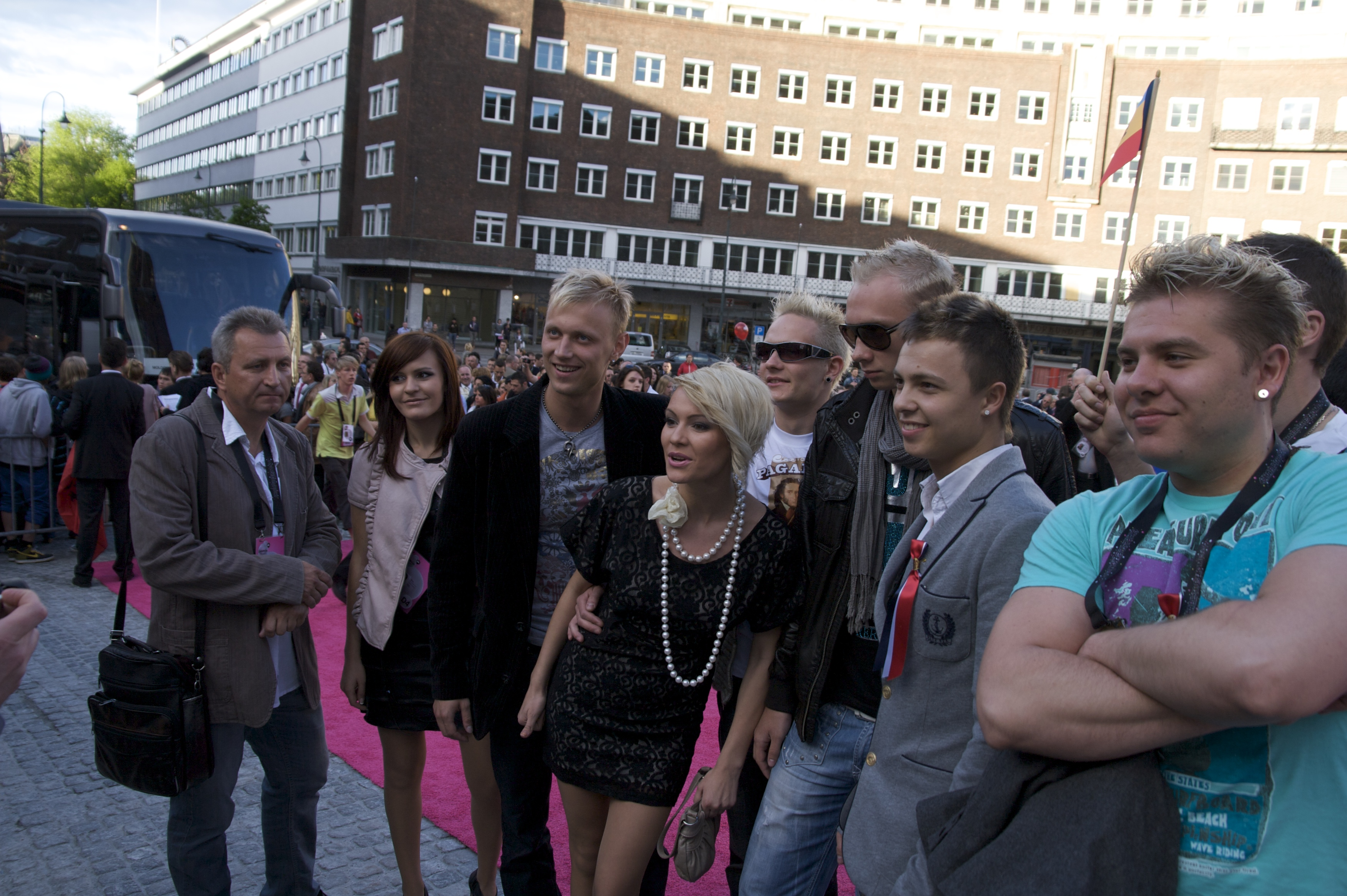
Moldavská delegace

| Rok  | Singl                             |
| ---- | --------------------------------- |
| 2009 | „No Crime"                        |
| 2009 | „In Your Eyes"                    |
| 2009 | „Summer"                          |
| 2010 | „Run Away" (s Oliou Tira)         |
| 2010 | „Play with Me"                    |
| 2011 | „Walking in the Rain"             |
| 2012 | „Superman" (feat. Olia Tira)      |
| 2014 | „Amor"                            |
| 2014 | „Sunshine" (feat. Deepcentral)    |
| 2015 | „Not Giving It Up"                |
| 2016 | „Lonely"                          |
| 2016 | „Home"                            |
| 2016 | „Maria Juana"                     |
| 2016 | „Dam Dam Dam"                     |
| 2017 | „Hey, Mamma!"                     |
| 2017 | „Sun Gets Down"                   |
| 2018 | „I Want You" (feat. Broono)       |
| 2018 | „Amor"                            |
| 2019 | „Boomerang"                       |
| 2019 | „Mango"                           |
| 2019 | „D.F.M.M."                        |
| 2019 | „Рosomakha"                       |
| 2020 | „Pepperoni"                       |
| 2020 | „Rasstrelyay Lyubovyu"            |
| 2020 | „Shake It" (featuring Fox Banger) |
| 2021 | „Beloe"                           |
| 2021 | „Cosa Nostra"                     |
| 2021 | „Netflix & Chill"                 |
| 2022 | „Champagne"                       |
| 2022 | „Yummy Mommy"                     |

## Internetový fenomén
Saxofonové sólo Sergeje Stepanova na Eurovision Song Contest 2010 se stalo slavným napříč internetem v memu nazvaném „Epic Sax Guy“ nebo „Saxroll“. Remixy saxofonového sóla měly milion zhlédnutí na YouTube.
V prosinci 2010 se SunStroke Project objevili v moldavském televizním pořadu Sare și piper а zazpívali píseň nazvanou „Epic Sax“, pojmenovanou po memu.
Fráze „Epic Sax Guys“ byla součástí textu singlu Superman, když se neúspěšně pokoušeli reprezentovat Moldavsko na Eurovision Song Contest 2012.